# Killer Design
Pour plus de détails, voir Fiche technique et Distribution.
Killer Design est un téléfilm américain réalisé par David DeCoteau, sorti en 2022. Il met en vedettes dans les rôles principaux Jackée Harry, Sarah Armstrong et Chelsea Gilson.

## Synopsis
Une architecte d'intérieur prometteuse embauche en tant qu’assistante la jeune femme qui lui a sauvé la vie. Cependant, elle apprend bientôt que l’incident était loin d’être aléatoire et que sa sauveuse n’est pas un bon samaritain.

## Distribution
- Jackée Harry : Dr. Farber
- Sarah Armstrong : Jodi
- Chelsea Gilson : Wendy
- Travis Bravo-Thomas : Eric
- Paul Logan : Derek
- Jeronimo Henao : Roy
- Sierra Collins : Laura[2].
- Amanda Viola : Monica
- Jay White : détective Jessica Kessler
- Vera Lee : Kate
- Helene Udy : Dr. Thomas
- Lonna Drewes : secrétaire
- Dee Wallace : Elana[1]

## Production
Le film est sorti le 15 avril 2022 aux États-Unis, son pays d’origine.